# 20 Pułk Piechoty Ziemi Krakowskiej

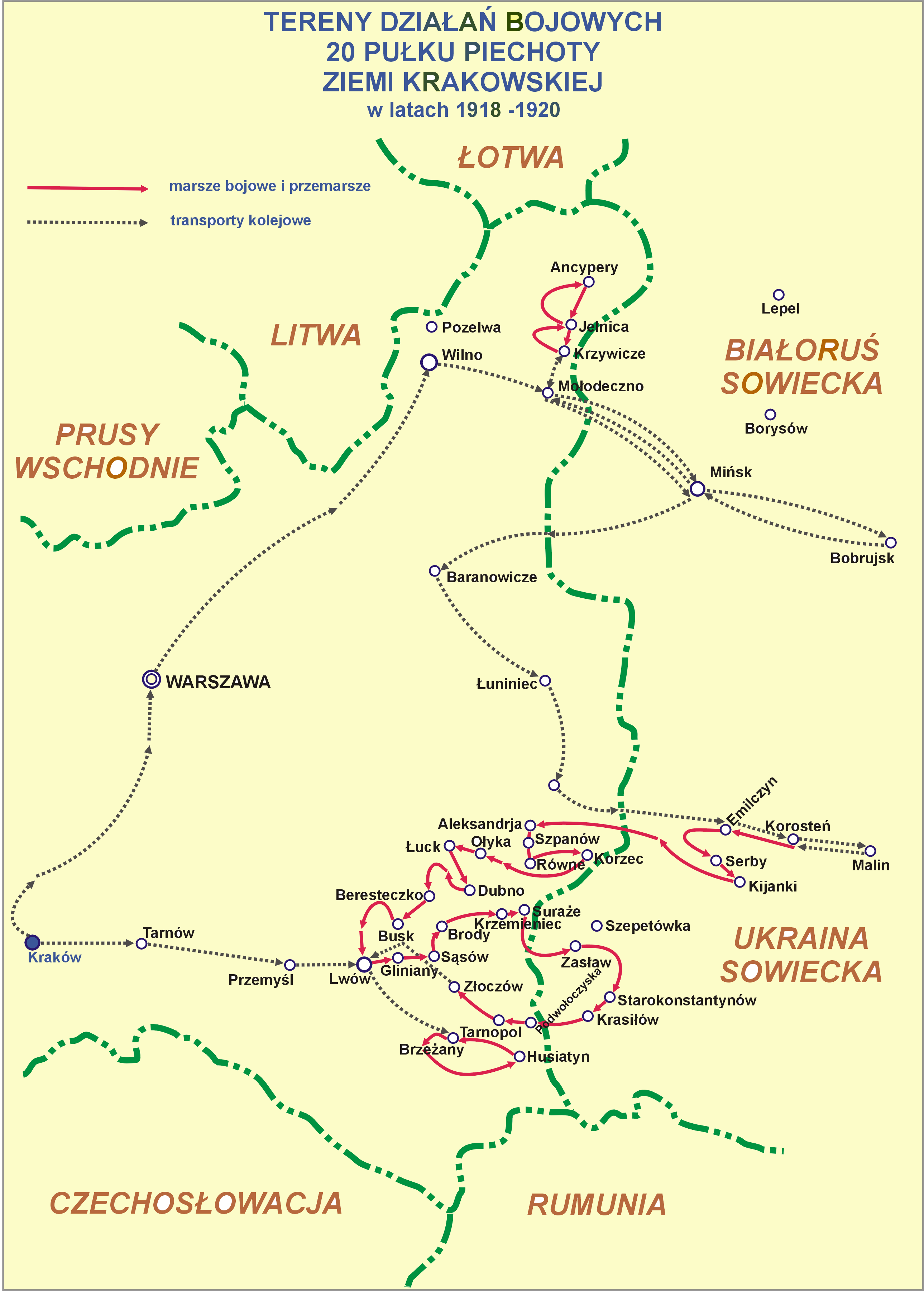
Tereny działań pułku w latach 1918-1920

20 Pułk Piechoty Ziemi Krakowskiej (20 pp) – oddział piechoty Wojska Polskiego II RP.

## Formowanie i zmiany organizacyjne
5 listopada 1918 roku z Opawy do Krakowa przybył „batalion uzupełniający” pod dowództwem płk. Ignacego Pika, w skład którego wchodzili żołnierze narodowości polskiej cesarskiego i królewskiego 16 pułku strzelców. W drugiej połowie listopada powróciły z Ukrainy dwa bataliony 16 pułku strzelców. Wszystkie pododdziały włączone zostały do batalionu zapasowego 4 pułku piechoty Legionów.
W styczniu 1919 roku po przeniesieniu batalionu zapasowego 4 pułku piechoty Legionów do Jabłonny rozpoczęto organizację Pułku Ziemi Krakowskiej. 
4 kwietnia 1919 roku Minister Spraw Wojskowych generał porucznik Józef Leśniewski nadał Pułkowi Ziemi Krakowskiej numer „20” i nazwę wyróżniającą „Ziemi Krakowskiej” oraz wyznaczył Kraków, jako stałe miejsce postoju batalionu zapasowego 20 pułku piechoty i ustalił podległość tego batalionu pod Dowództwo Okręgu Generalnego Kraków. 
W tym samym roku oddział podporządkowany został dowódcy 6 Dywizji Piechoty i wszedł w skład XII Brygady Piechoty.
W grudniu 1919 batalion zapasowy pułku stacjonował w Krakowie.
| Obsada personalna pułku w 1920  | Obsada personalna pułku w 1920                |
| Stanowisko                      | Stopień, imię i nazwisko                      |
| ------------------------------- | --------------------------------------------- |
| Dowódca                         | mjr Antoni Lisowski (do 13 VIII)              |
| Dowódca                         | ppłk Stanisław Schuster -Kruk (od 13 VIII)    |
| Adiutant                        | por./kpt ad. szt. Robert Spyt                 |
| Adiutant                        | kpt. Czesław Duda                             |
| Lekarz                          | por. lek. dr Sławomir Starzyński              |
| Lekarz                          | por. lek. Stanisław Szajnerman                |
| Oficer sanitarny                | ppor. san. Jakub Kranz                        |
| Oficer broni                    | por, Józef Puchała                            |
| Kapelmistrz                     | urz. wojsk. XI r. Jan Wysocki                 |
| Dowódca I batalionu             | mjr Antoni Lisowski                           |
| Dowódca I batalionu             | mjr Zdzisław Trześniowski -Tatar (od 25 VIII) |
| Adiutant                        | ppor. Feliks Domański                         |
| Oficer gospodarczy              | ppor. Jan Marczewski                          |
| Lekarz                          | por. lek. dr Stanisław Szajnerman             |
| Dowódca I kompanii              | por. Jan Wojciechowski (od 13 VIII)           |
| Dowódca plutonu                 | por. Edward Ziarko                            |
| Dowódca 2 kompanii              | ppor. Stanisław Burnatowicz                   |
| Dowódca 2 kompanii              | por. Walerian Cydzik (od 13 VIII)             |
| Dowódca 3 kompanii              | ppor. Henryk Nowak                            |
| Dowódca 3 kompanii              | por. Bruno Łuska (od 13 VIII)                 |
| Dowódca 4 kompanii              | NN                                            |
| Dowódca 1 kompanii km           | por. Wilhelm Sokol (od 13 VIII)               |
| Dowódca 1 kompanii km           | kpt. Zygmunt Perzyński                        |
| Dowódca II batalionu            | por. ad. szt. Robert Spyt                     |
| Dowódca II batalionu            | por. Jan Wojciechowski (od 25 VIII)           |
| Dowódca II batalionu            | kpt. Tadeusz Wilczewski                       |
| Dowódca II batalionu            | mjr Zdzisław Trześniowski Tatar               |
| Dowódca II batalionu            | por. Bruno Łuska (od 9 IX)                    |
| Dowódca II batalionu            | kpt. Wilhelm Sokol (X)                        |
| Adiutant                        | ppor. Stanisław Bellis (do 7 VIII)            |
| Adiutant                        | ppor. Tadeusz Szmidt                          |
| Oficer gospodarczy              | urz. wojsk. XI r. Jan Peraton                 |
| Lekarz                          | ppor. san. Maksymilian Abaczowski             |
| Lekarz                          | ppor. podlek. Maksymilian Robert Maczewski    |
| Dowódca 5 kompanii              | por. Walerian Cydzik                          |
| Dowódca 5 kompanii              | ppor. Piotr Bander                            |
| Dowódca 6 kompanii              | por. Józef Geronis (do 7 VIII)                |
| Dowódca 6 kompanii              | ppor. Adam Barski                             |
| Dowódca 6 kompanii              | ppor. Henryk Nowak                            |
| Dowódca 7 kompanii              | ppor. Antoni Jabłoński                        |
| Dowódca plutonu                 | ppor. Henryk Lisowski                         |
| Dowódca plutonu                 | ppor. Zygmunt Pacześniowski (do 15 VIII)      |
| Dowódca 8 kompanii              | N.N.                                          |
| Dowódca 2 kompanii km           | por. Edward Pach                              |
| Dowódca III batalionu           | kpt. Jan Franiak                              |
| Dowódca III batalionu           | kpt. Wilhelm Sokol (od 25 VIII)               |
| Dowódca III batalionu           | por. Mikołaj Korneluk (X)                     |
| Adiutant                        | ppor. Alojzy Małusecki                        |
| Adiutant                        | ppor. Bruno Cziber                            |
| Lekarz                          | ppor. san. Herman Gruber                      |
| Dowódca 9 kompanii              | N.N.                                          |
| Dowódca plutonu                 | ppor. Józef Pariser († 29 VIII)               |
| Dowódca 10 kompanii             | por. Stanisław Szymański (do 6 VIII)          |
| Dowódca 10 kompanii             | por. Samuel Natan (do 14 VIII)                |
| Dowódca plutonu                 | plut. Józef Skawiński                         |
| Dowódca 11 kompanii             | por. Henryk Sucharski                         |
| Dowódca 12 kompanii             | por. Leopold Spitz (do 17 VIII)               |
| Dowódca 3 kompanii km           | ppor. Marcin Mazurski (ranny 13 VIII)         |
| Dowódca 4 kompanii km           | por. Edward Szymula                           |
| Dowódca 4 kompanii km           | sierż. Jan Sieczko (od 25 VIII)               |
| Dowódca kompanii technicznej    | ppor, Alfred Konkiewicz                       |
| Dowódca kompanii technicznej    | por. Stefan Popiel (od 25 VIII)               |
| Oficer pułku (dowódca kompanii) | por. Stanisław Władysław Bęben                |
| Oficer pułku (dowódca kompanii) | por. Wacław Katz                              |
| Oficer pułku (dowódca kompanii) | por. Stanisław Stanaszek                      |
| Oficer pułku (dowódca kompanii) | ppor. Marian Wojnarowski                      |
| Oficer pułku                    | ppor. Franciszek Ćwiertnia                    |
| Oficer pułku                    | ppor. Antoni Trojanowski                      |
| Oficer pułku                    | pchor. Franciszek Czosnek                     |
| Oficer pułku                    | pchor. Jan Mróz                               |
| Oficer pułku                    | pchor. Zadurski                               |

## Pułk w walce o granice
14 maja 1920 wojska Frontu Zachodniego Michaiła Tuchaczewskiego przeszły do ofensywy.
26 maja 1920 sowiecka ofensywa na całym froncie zaczęła tracić swój impet.
Na południowy wschód od jeziora Narocz sowiecka 6 Dywizja Strzelców walczyła z polską XI Brygadą Piechoty i nie potrafiąc przełamać jej obrony, sama przeszła do obrony.
Inicjatywę przejęła strona polska.  
20 pułk piechoty, który do tej pory bronił frontu po obu stronach linii kolejowej Mołodeczno – Połock, wraz z batalionem szturmowym 17 Dywizji Piechoty i kompaniami 12 pułku piechoty przeprowadził trzy wypady na Jelnicę. Wzięto około 200 jeńców i zdobyto 9 ckm.

### Mapy walk pułku

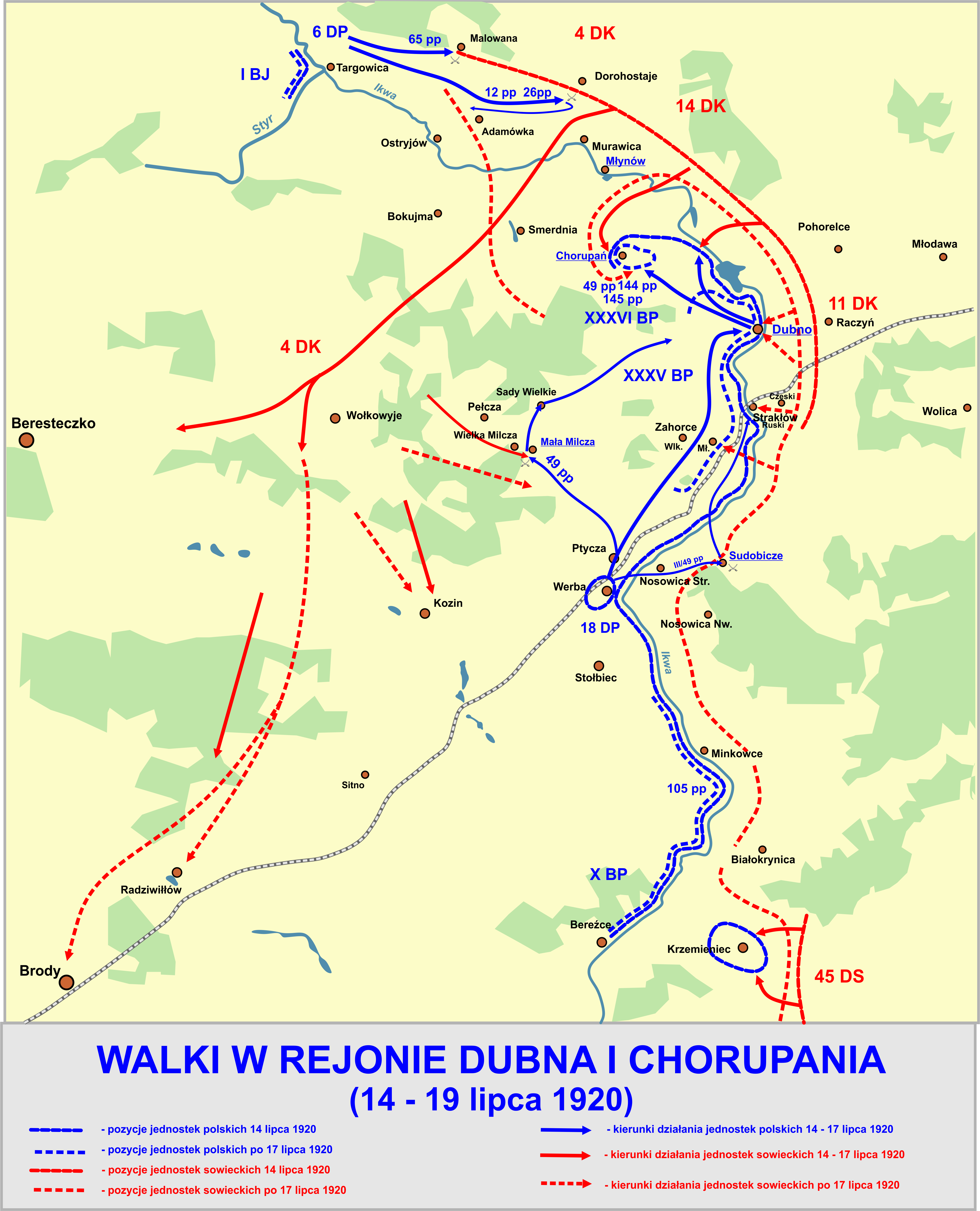
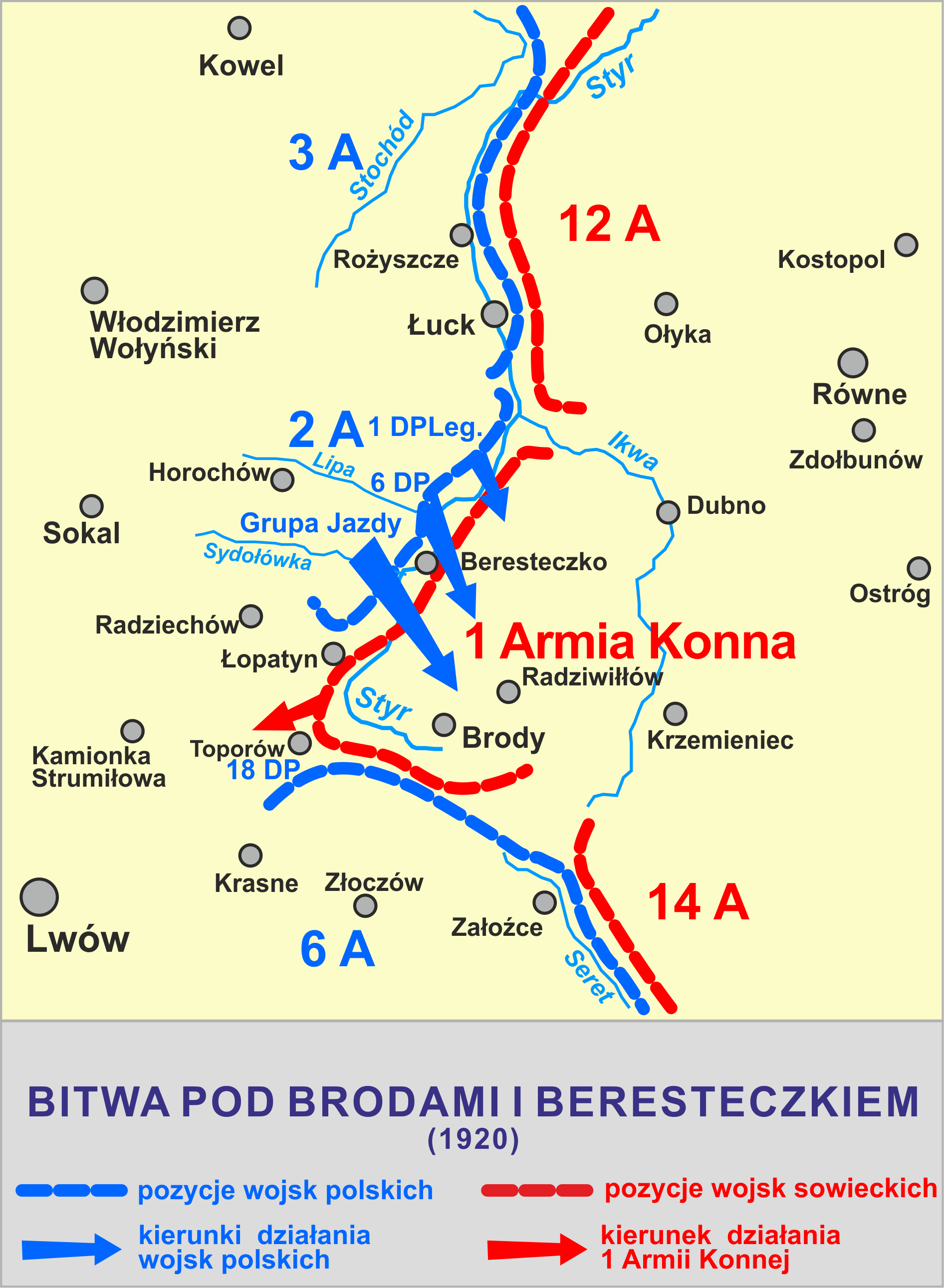
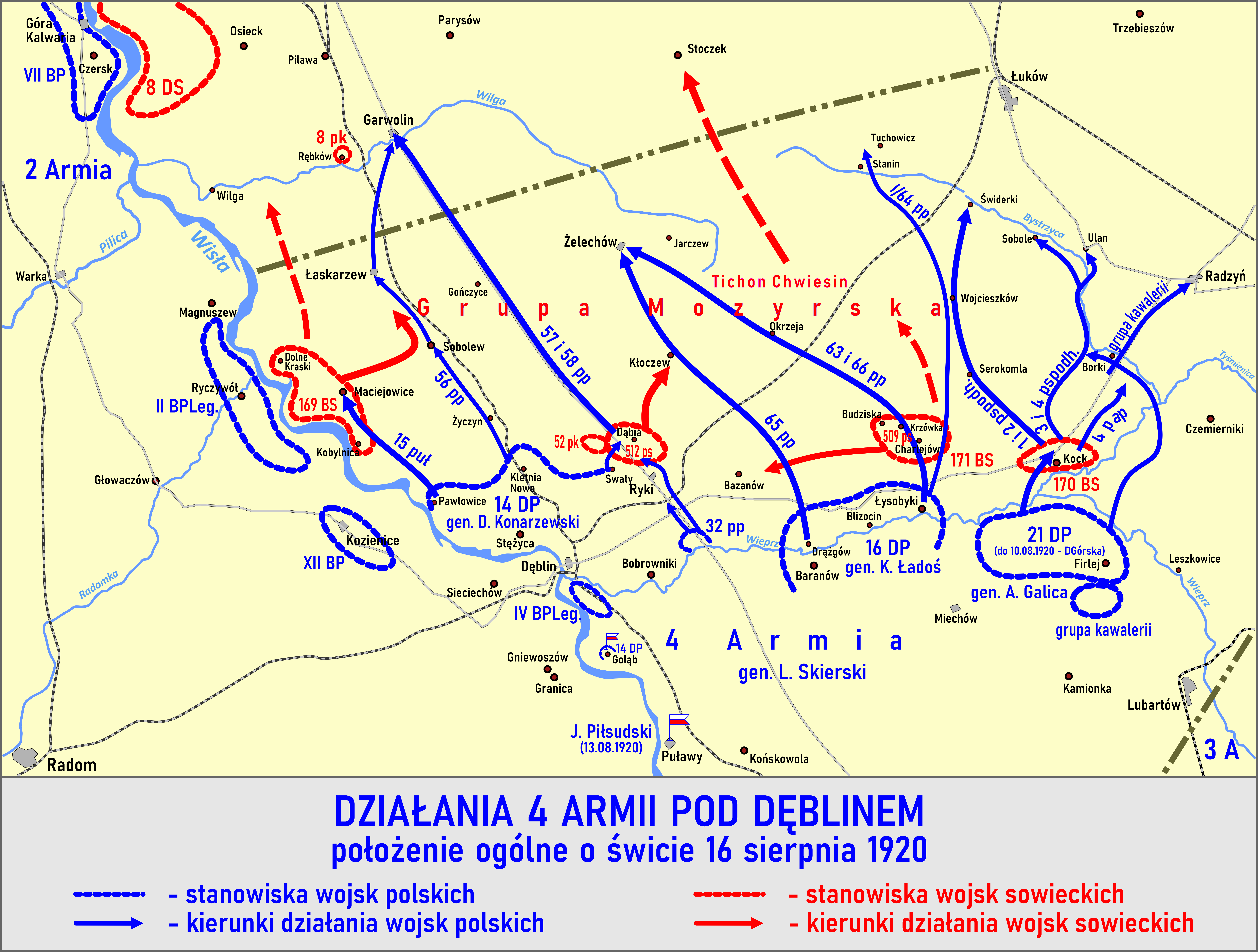
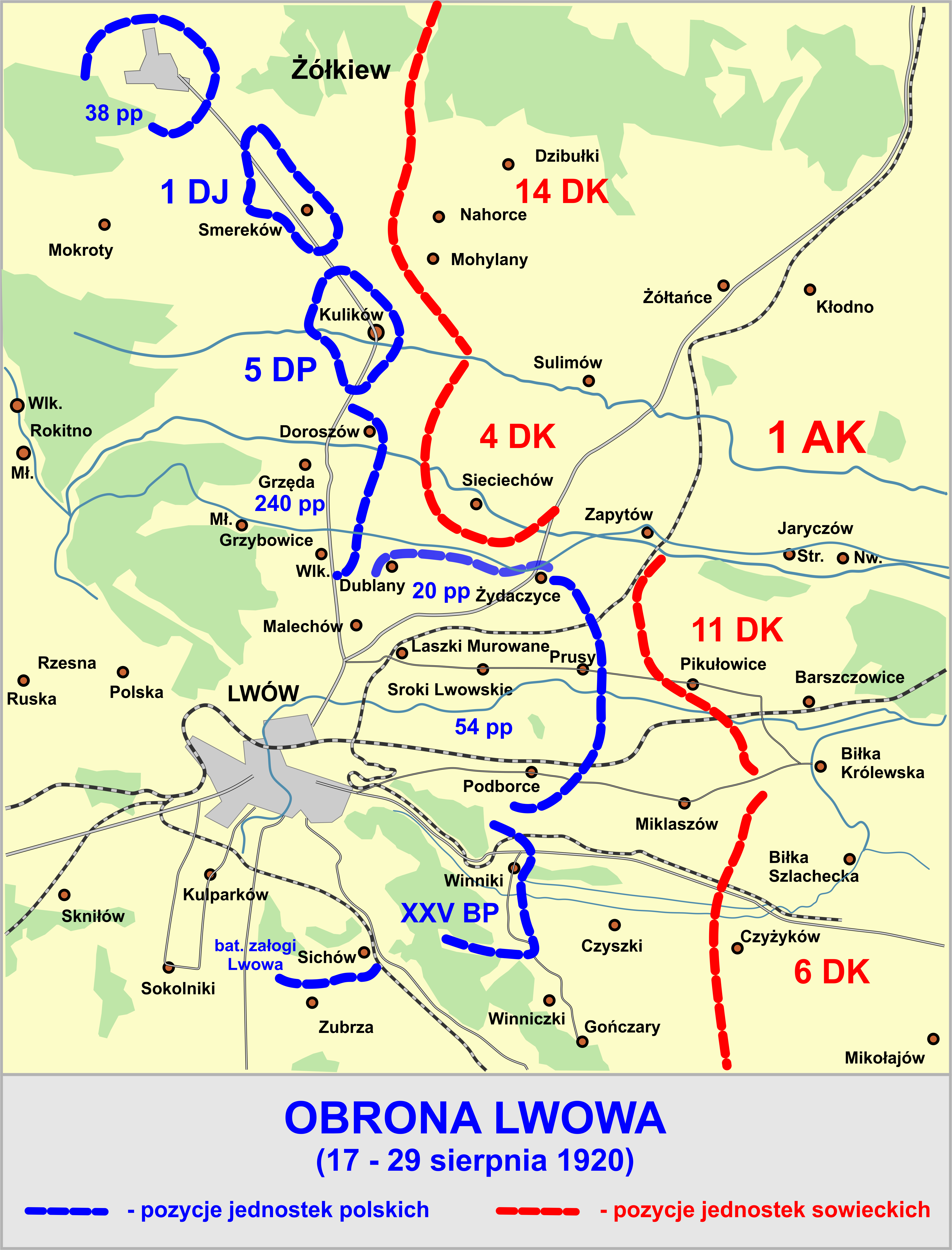

### Kawalerowie Virtuti Militari
| Odznaczeni Krzyżem Srebrnym Orderu Wojskowego Virtuti Militari za wojne 1918-1921 | Odznaczeni Krzyżem Srebrnym Orderu Wojskowego Virtuti Militari za wojne 1918-1921 | Odznaczeni Krzyżem Srebrnym Orderu Wojskowego Virtuti Militari za wojne 1918-1921 |
| --------------------------------------------------------------------------------- | --------------------------------------------------------------------------------- | --------------------------------------------------------------------------------- |
| por. Kornel Bogotko                                                               | por. Andrzej Cichowski                                                            | ppor. Kazimierz Głowacki                                                          |
| por. Alfred Konkiewicz                                                            | por. Mikołaj Korneluk                                                             | por. Edward Pach                                                                  |
| płk Ignacy Pick                                                                   | płk Aleksander Pietkiewicz                                                        | ppłk Stanisław Schuster-Kruk                                                      |
| ppor. Henryk Sucharski                                                            |                                                                                   |                                                                                   |

## Pułk w okresie pokoju

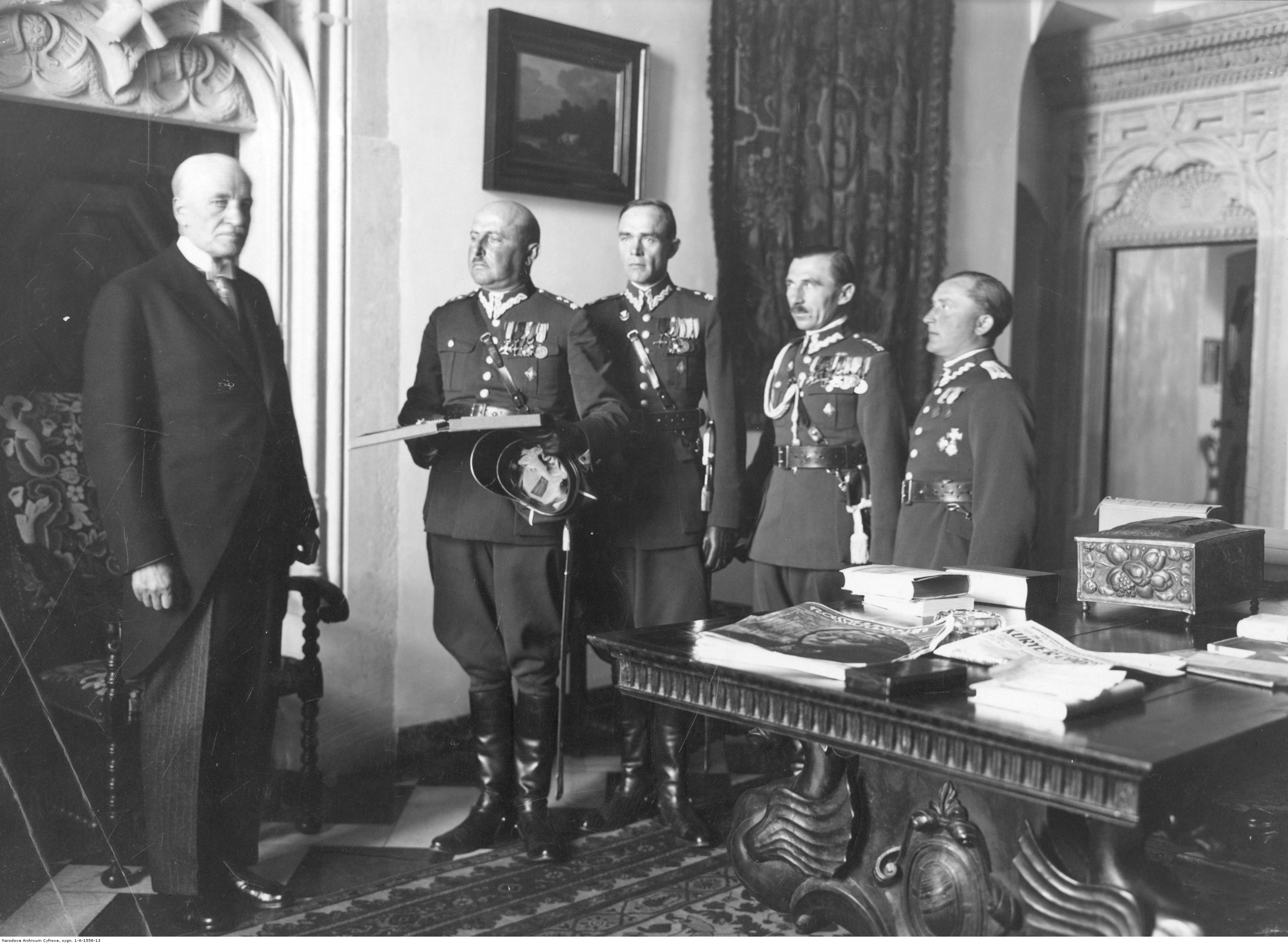
Delegacja 20 pp wręcza prezydentowi RP Ignacemu Mościckiemu odznakę pułkową; czerwiec 1934

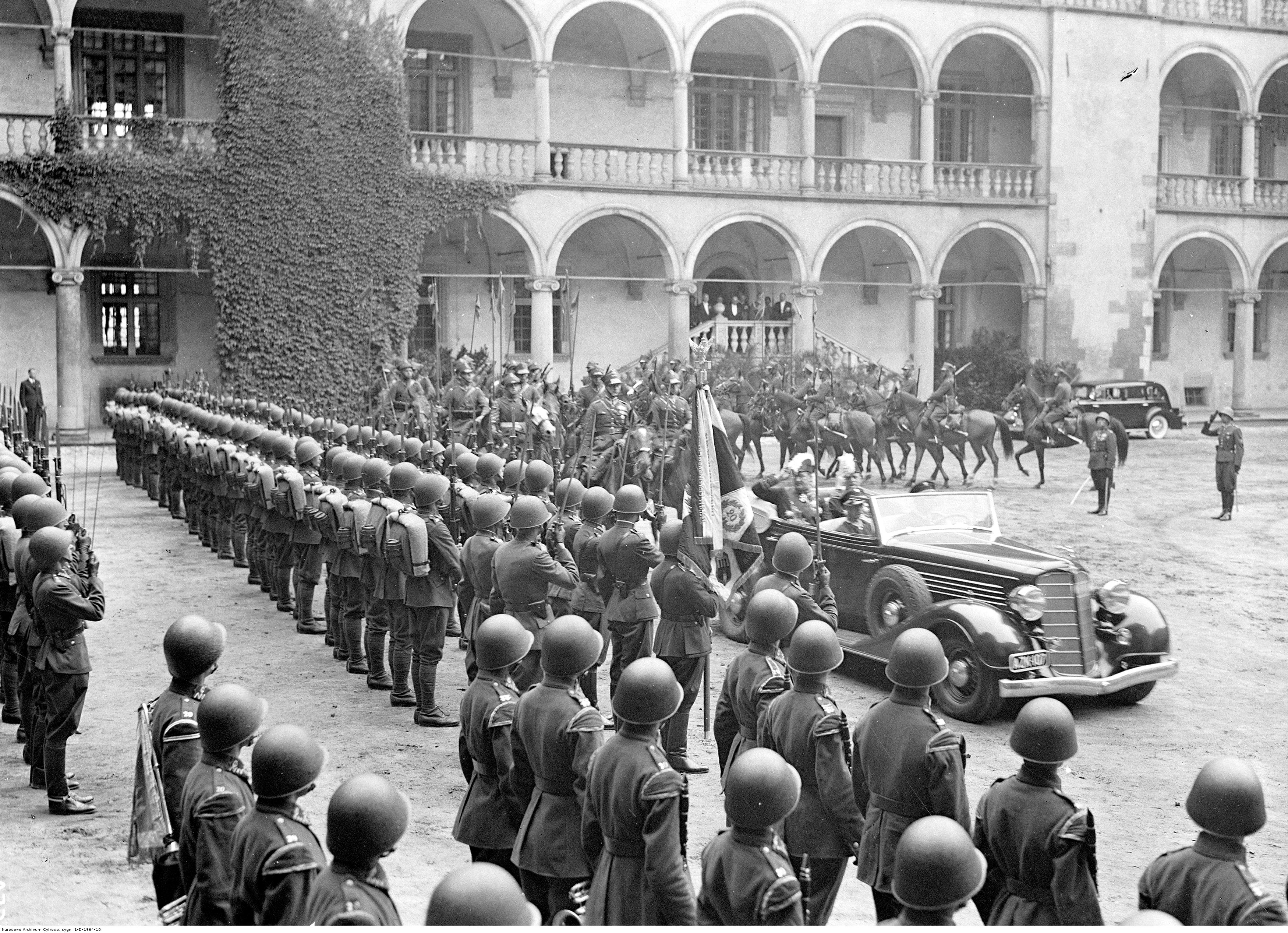
Wizyta ambasadora Włoch w Krakowie 20 lipca 1936 - przejazd przed kompanią honorową 20 pp w eskorcie szwadronu honorowego 8 puł

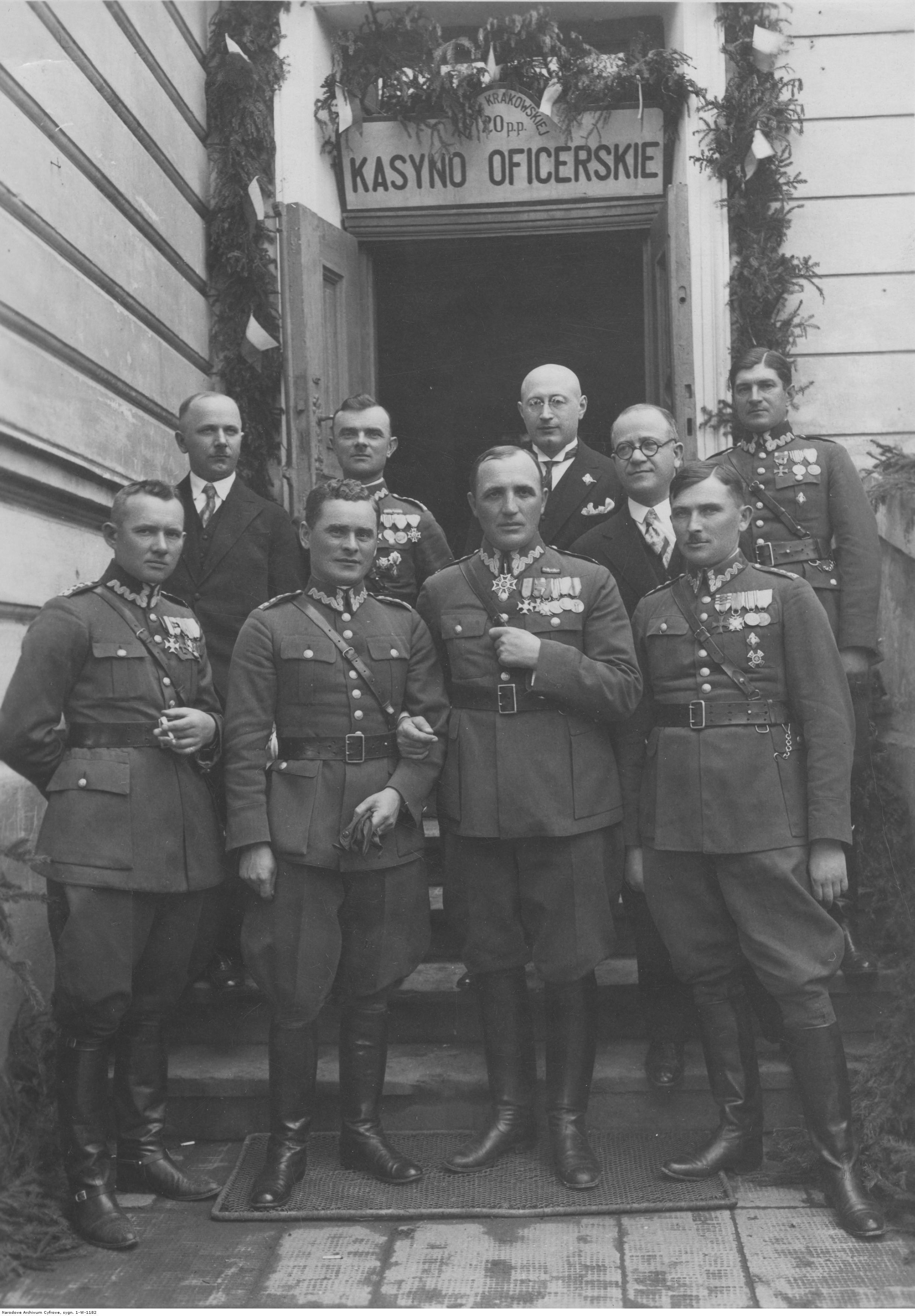
Organizatorzy 20 pułku piechoty przed kasynem oficerskim. W pierwszym rzędzie 2. od lewej płk Stanisław Schuster-Kruk

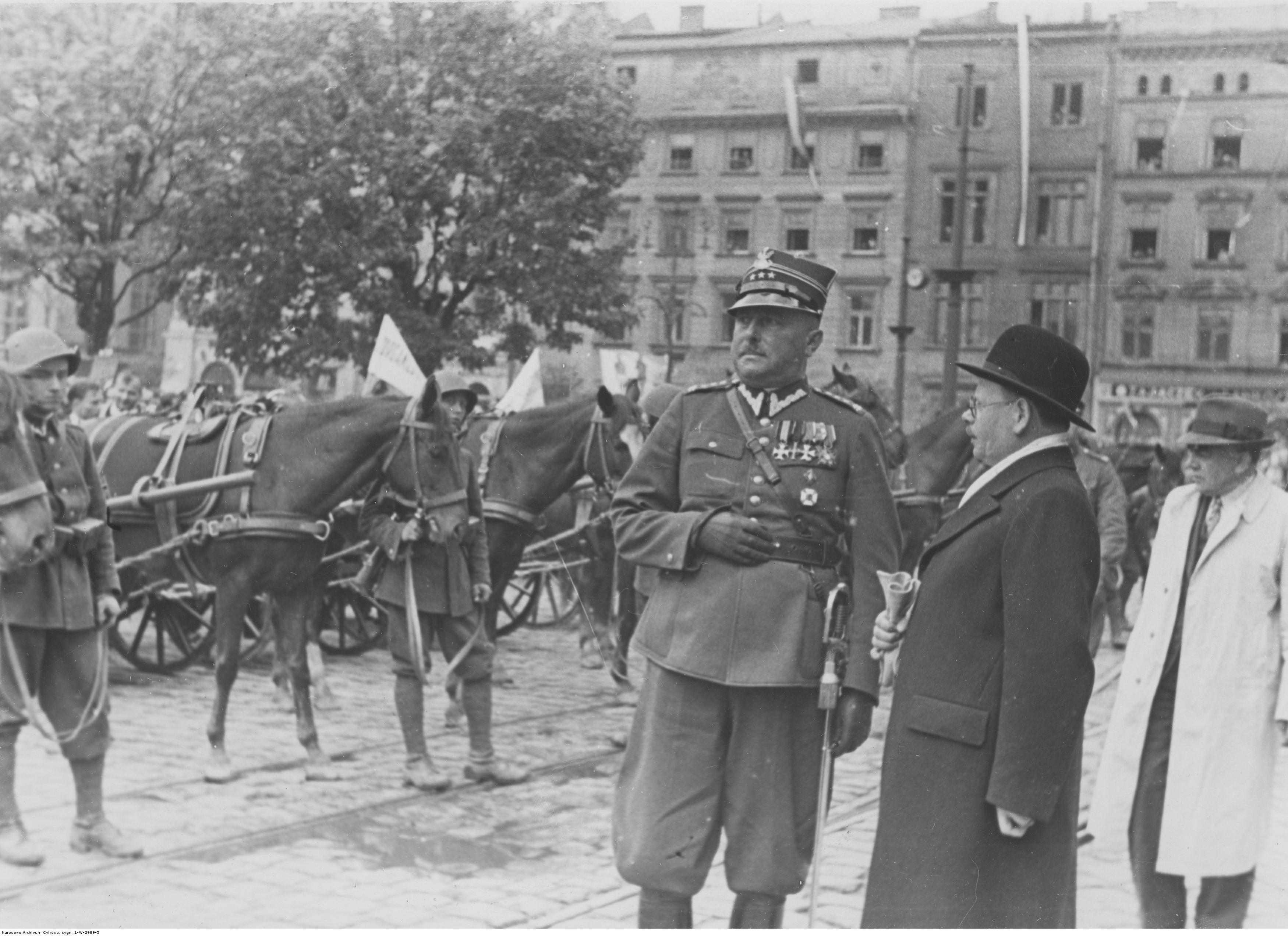
Przekazanie sprzętu wojskowego 20 pułkowi piechoty Ziemi Krakowskiej ufundowanego przez ludność powiatu. D-ca 20 pp płk Kazimierz Brożek i starosta krakowski dr Władysław Wnęk

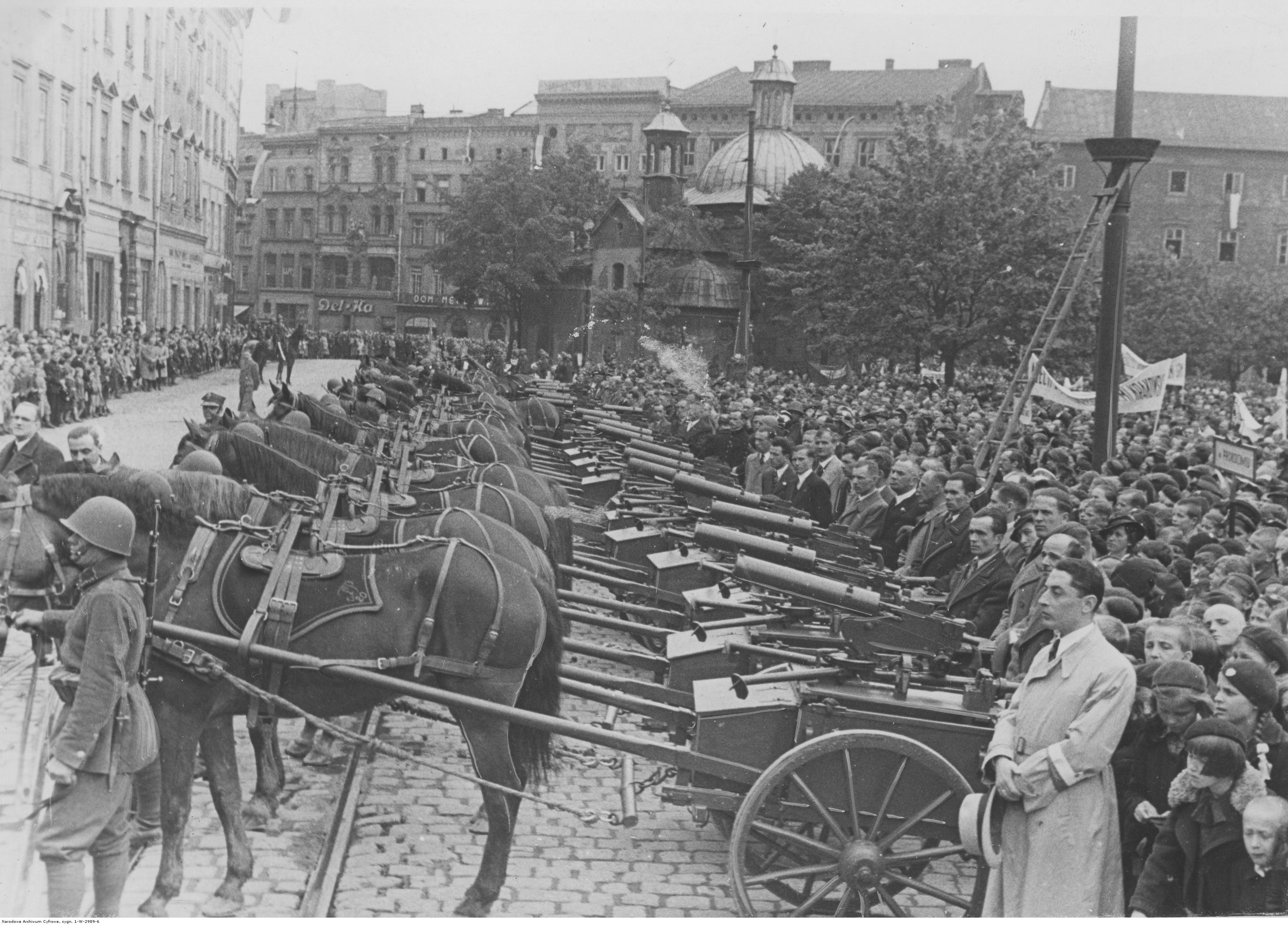
Przekazanie sprzętu wojskowego 20 pp ufundowanego przez ludność powiatu krakowskiego - na pierwszym planie ckm 7,92 mm Browning wz. 30; maj 1938

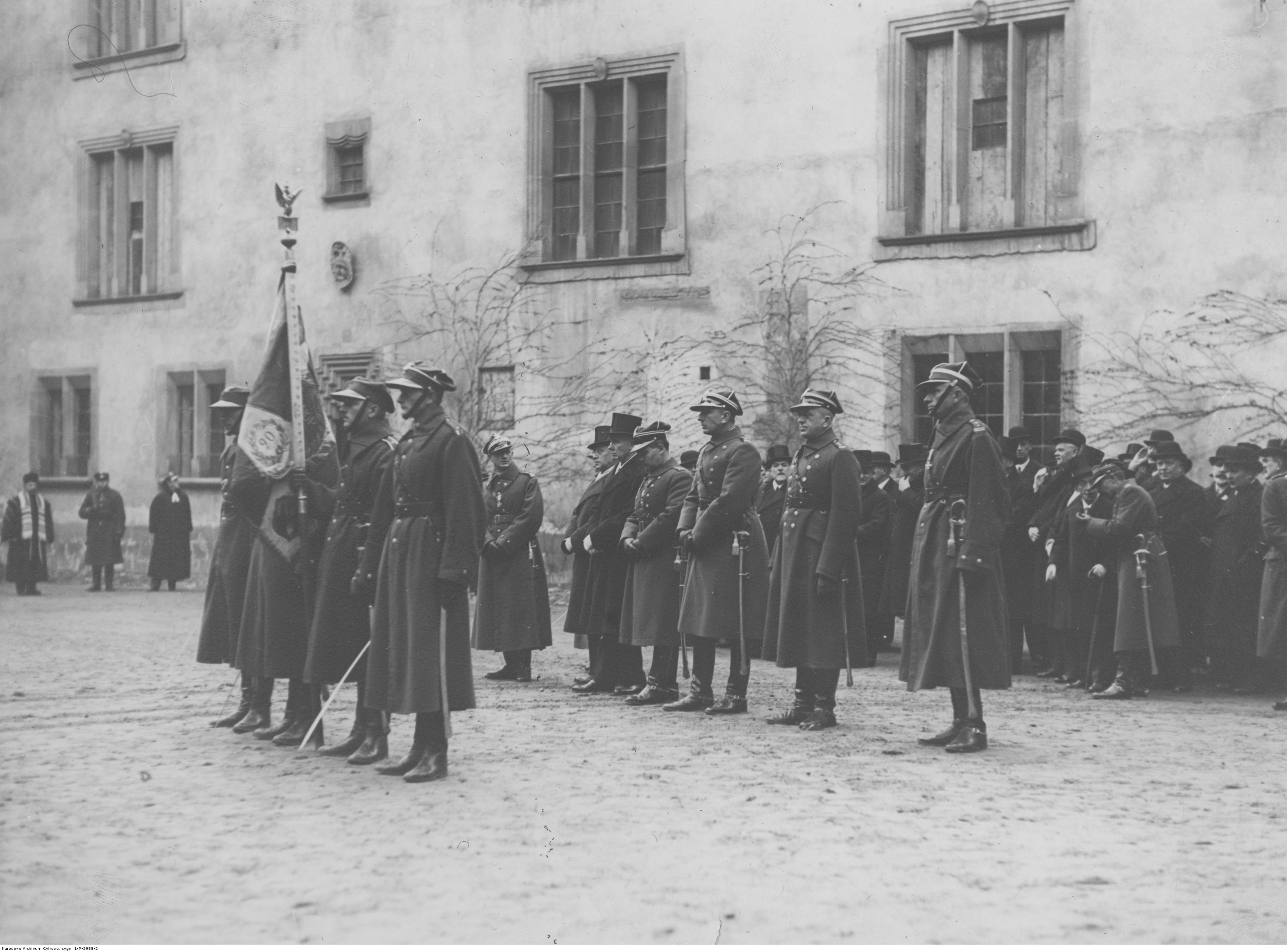
Obchody Święta Niepodległości w Krakowie - przysięga rekrutów 20 pp na dziedzińcu wawelskim; 11 listopada 1933

W okresie międzywojennym 20 pułk piechoty stacjonował na terenie Okręgu Korpusu Nr V w garnizonie Kraków. Wchodził w skład 6 Dywizji Piechoty.
19 maja 1927 roku Minister Spraw Wojskowych marszałek Polski Józef Piłsudski ustalił i zatwierdził dzień 26 maja, jako datę święta pułkowego. Pułk obchodził swoje święto w rocznicę boju pod Zamoszem, stoczonego w 1920 roku.
Na podstawie rozkazu wykonawczego Ministerstwa Spraw Wojskowych do Departamentu Piechoty o wprowadzeniu organizacji piechoty na stopie pokojowej PS 10-50 z 1930 roku, w Wojsku Polskim wprowadzono trzy typy pułków piechoty. 18 pułk piechoty zaliczony został do typu I pułków piechoty (tzw. „normalnych”). W każdym roku otrzymywał około 610 rekrutów. Stan osobowy pułku wynosił 56 oficerów oraz 1500 podoficerów i szeregowców. W okresie zimowym posiadał batalion starszego rocznika, batalion szkolny i skadrowany, w okresie letnim zaś batalion starszego rocznika i dwa bataliony poborowych.
Po wprowadzeniu nowej organizacji piechoty na stopie pokojowej, pułk  szkolił rekrutów dla potrzeb batalionu Korpusu Ochrony Pogranicza.
Pułk był jednostką mobilizującą. Zgodnie z uzupełnionym planem „W”, który wszedł wżycie 15 maja 1939 roku miał sformować w mobilizacji niejawnej:

w grupie jednostek oznaczonych kolorem brązowym, podgrupa 20:
- kompanię km plot. typ B nr 53,
- kompanię km plot. typ B nr 54,

w grupie jednostek oznaczonych kolorem żółtym:
- 20 pułk piechoty,
- kompanię asystencyjną nr 151,
- kompanię kolarzy nr 54 dla 6 DP,
- park intendentury typ I nr 501 dla 6 DP,
- kompanię sanitarną nr 501 dla 6 DP[16].

Ponadto pułk był odpowiedzialny, pod względem materiałowym, za mobilizację dowództwa 6 Dywizji Piechoty, kompanii łączności 6 DP, Komendy Rejonu Uzupełnień Kraków Miasto oraz Kadry Zapasowej Piechoty Kraków.
23 sierpnia 1939 roku została zarządzona mobilizacja jednostek „brązowych” oraz jednostek „żółtych” na terenie Okręgu Korpusu Nr V. Początek mobilizacji został wyznaczony na godzinę 6.00 następnego dnia.
| Obsada personalna i struktura organizacyjna w marcu 1939 | Obsada personalna i struktura organizacyjna w marcu 1939 |
| Stanowisko                                               | Stopień, imię i nazwisko                                 |
| Dowództwo, kwatermistrzostwo i pododdziały specjalne     | Dowództwo, kwatermistrzostwo i pododdziały specjalne     |
| -------------------------------------------------------- | -------------------------------------------------------- |
| dowódca pułku                                            | płk Kazimierz Antoni Brożek                              |
| I zastępca dowódcy                                       | ppłk Franciszek Uhrynowicz                               |
| adiutant                                                 | kpt. Jan Marian Kalimon                                  |
| starszy lekarz                                           | ppłk dr Eugeniusz Stanisław Krawczyk                     |
| młodszy lekarz                                           | ppor. lek. Bogumił Ryszard Pietrzyk                      |
| II zastępca dowódcy (kwatermistrz)                       | mjr Tadeusz Ludwik Rybka                                 |
| oficer mobilizacyjny                                     | kpt. Wacław Michał Nowacki                               |
| zastępca oficera mobilizacyjnego                         | kpt. Stanisław Chmielewski                               |
| oficer administracyjno-materiałowy                       | kpt. adm. Władysław Józef Strycharski                    |
| oficer gospodarczy                                       | kpt. int. Zbigniew Stanisław Nowosielski                 |
| oficer żywnościowy                                       | chor. Michał Kramarz                                     |
| oficer taborowy                                          | vacat                                                    |
| kapelmistrz                                              | kpt. adm. (kapelm.) Maksymilian Firek                    |
| dowódca plutonu łączności                                | por. mgr Jan Talaga                                      |
| dowódca plutonu pionierów                                | por. Feliks Lew                                          |
| dowódca plutonu artylerii piechoty                       | kpt. Jerzy Mizerski                                      |
| dowódca plutonu ppanc.                                   | por. Julian Edmund Krzewicki                             |
| dowódca oddziału zwiadu                                  | por. Zbigniew Karol Józef Borowiczka                     |
| I batalion                                               |                                                          |
| dowódca batalionu                                        | p.o. mjr kontr. Małeć Wiktor                             |
| dowódca 1 kompanii                                       | kpt. Stanisław Malik                                     |
| dowódca plutonu                                          | ppor. Walery Marian Krokay                               |
| dowódca 2 kompanii                                       | kpt. Stanisław Juliusz Zięba                             |
| dowódca plutonu                                          | por. Wiktor Ronikier                                     |
| dowódca plutonu                                          | ppor. Zdzisław Antoni Rudolf                             |
| dowódca 3 kompanii                                       | por. Jan Antoni Lasoń                                    |
| dowódca plutonu                                          | ppor. Jerzy Zagórski                                     |
| dowódca 1 kompanii km                                    | por. Bolesław Jan Gawroński                              |
| dowódca plutonu                                          | ppor. Julian Kajdy                                       |
| II batalion                                              |                                                          |
| dowódca batalionu                                        | ppłk Marian Adam Markiewicz                              |
| dowódca 4 kompanii                                       | por. Ludwik Stanisław Ignacy Rawicz-Rojek                |
| dowódca plutonu                                          | por. Stanisław Kosmala                                   |
| dowódca plutonu                                          | ppor. Wsiewołod Ryszard Romanowski                       |
| dowódca 5 kompanii                                       | kpt. Józef Goldenberg                                    |
| dowódca plutonu                                          | ppor. Jan Mazgaj                                         |
| dowódca 6 kompanii                                       | kpt. Stanisław Henryk Czwiertnia                         |
| dowódca plutonu                                          | por. Michał Jan Rogowski                                 |
| dowódca 2 kompanii km                                    | por. Józef Stefan Piękosz                                |
| dowódca plutonu                                          | por Paweł Sawicki                                        |
| dowódca plutonu                                          | ppor. Andrzej Czyński                                    |
| III batalion                                             |                                                          |
| dowódca batalionu                                        | mjr dypl. Władysław Steblik                              |
| dowódca 7 kompanii                                       | kpt. Norbert Śledź                                       |
| dowódca plutonu                                          | ppor. Bolesław Jan Boniszewski                           |
| dowódca 8 kompanii                                       | por. Jan Władysław Honc                                  |
| dowódca plutonu                                          | por. Jan Daniec                                          |
| dowódca plutonu                                          | ppor. Rudolf Ignacy Wacław Fara                          |
| dowódca 9 kompanii                                       | por. Józef Ignacy Mucha                                  |
| dowódca plutonu                                          | por. Tadeusz Hauser                                      |
| dowódca plutonu                                          | ppor. Roman Władysław Scholl                             |
| dowódca 3 kompanii km                                    | kpt. Adam Gondek                                         |
| dowódca plutonu                                          | ppor. Marcin Ignacy Koterbicki                           |
| na kursie                                                | por. Stanisław Karol Kowalski                            |
| Dywizyjny Kurs Podchorążych Rezerwy 6 DP                 |                                                          |
| dowódca                                                  | mjr Ludwik Bałos                                         |
| dowódca plutonu strzeleckiego                            | por. Andrzej Badocha                                     |
| dowódca plutonu strzeleckiego                            | por. Andrzej Władysław Krawiec                           |
| dowódca plutonu strzeleckiego                            | ppor. Bronisław Osmelak                                  |
| dowódca plutonu km                                       | por. Roman Rutka                                         |
| Dywizyjny Kurs Dla Podoficerów Nadterminowych 6 DP       |                                                          |
| dowódca                                                  | kpt. Zygmunt Kokociński                                  |
| dowódca plutonu                                          | ppor. Jan Sowa                                           |
| dowódca plutonu                                          | ppor. Tadeusz Trela                                      |
| 20 obwód przysposobienia wojskowego „Kraków”             |                                                          |
| kmdt obwodowy PW                                         | kpt. adm. (piech.) Sylwester Rudolf Chudoba              |
| kmdt miejska PW Kraków I                                 | por. kontr. art. Zygmunt Kazimierz Brachocki             |
| kmdt miejska PW Kraków II                                | ppor. kontr. piech. Antoni Maciej Data                   |
| kmdt miejska PW Kraków III                               | kpt. adm. (piech.) Józef Wiciński                        |
| kmdt powiatowy PW Kraków                                 | ppor. kontr. kaw. Piotr Styczeń                          |
| kmdt powiatowy PW Bochnia                                | kpt. piech. Stanisław Józef Skibiński                    |
| kmdt powiatowy PW Miechów                                | ppor. kontr, piech. Edward Peiper                        |

## Pułk w kampanii wrześniowej 1939
W czasie kampanii wrześniowej 1939 roku pułk walczył w składzie 6 Dywizji Piechoty.
3 września 1939 z nadwyżek pułku został zaimprowizowany 4 batalion forteczny dla Obszaru Warownego „Kraków”. 11 września 1939 w rejonie Ździar baon forteczny por. Andrzeja Krawca został włączony do II/20 pp.
| Struktura organizacyjna i obsada personalna we wrześniu 1939 | Struktura organizacyjna i obsada personalna we wrześniu 1939 |
| Stnowisko                                                    | Stopień, imię i nazwisko                                     |
| Dowództwo                                                    | Dowództwo                                                    |
| ------------------------------------------------------------ | ------------------------------------------------------------ |
| dowódca pułku                                                | płk piech. Kazimierz Brożek                                  |
| I adiutant                                                   | kpt. Jan Kałymon                                             |
| II adiutant                                                  | ppor. Walery Adamczyk                                        |
| oficer informacyjny                                          | kpt. Stanisław Zięba                                         |
| oficer łączności                                             | por. Jan Talaga                                              |
| kwatermistrz                                                 | kpt. Stanisław Chmielewski                                   |
| oficer płatnik                                               | ppor. Kamiński                                               |
| naczelny lekarz                                              | kpt. lek. dr Józef Jankiewicz                                |
| dowódca kompanii gospodarczej                                | kpt. Norbert Śledź-Olędzki                                   |
| I batalion                                                   |                                                              |
| dowódca batalionu                                            | mjr Ludwik Bałos                                             |
| 1 kompania strzelecka                                        | kpt. Ludwik Szeląg                                           |
|                                                              | od 3 IX por. Paweł Sawicki                                   |
| 2 kompania strzelecka                                        | ppor. Wsiewołod Romanowski                                   |
| 3 kompania strzelecka                                        | ppor. Jerzy Zagórski                                         |
| 1 kompania ckm                                               | por. Zdzisław Gawroński                                      |
| II batalion                                                  |                                                              |
| dowódca                                                      | kpt. Wacław Nowacki                                          |
| 4 kompania strzelecka                                        | ppor. Bronisław Osmalak                                      |
| 5 kompania strzelecka                                        | ppor. Jan Sowa                                               |
| 6 kompania strzelecka                                        | kpt. Norbert Śledź                                           |
| 2 kompania ckm                                               | kpt. Jerzy Luedtke                                           |
| III batalion                                                 |                                                              |
| dowódca                                                      | mjr Tytus Jerzy Brzosko                                      |
| 7 kompania strzelecka                                        | por. Stanisław Kosmala                                       |
| 8 kompania strzelecka                                        | por. Jan Daniec                                              |
| 9 kompania strzelecka                                        | por. Józef Ignacy Mucha                                      |
| 3 kompania ckm                                               | kpt. rez. Jan Bujwid                                         |
| Pododdziały specjalne                                        |                                                              |
| kompania zwiadu                                              | por. Tadeusz Hauser                                          |
| kompania przeciwpancerna                                     | por. Julian Krzewicki                                        |
| pluton artylerii piechoty                                    | ppor. rez. Jerzy Paczkowski                                  |
| pluton pionierów                                             | por. Feliks Lew                                              |
| pluton przeciwgazowy                                         | por. Roman Rutka                                             |
| IV batalion (sformowany 3 IX)                                |                                                              |
| dowódca IV batalionu                                         | kpt. rez. Batko                                              |
| dowódca IV batalionu                                         | od 5 IX por. Andrzej Krawiec                                 |
| adiutant IV batalionu                                        | ppor. Józef Warchałowski                                     |
| dowódca 1 kompanii strzeleckiej                              | ppor. rez. Balcer                                            |
| dowódca 2 kompanii strzeleckiej                              | ppor. Tadeusz Sanicki                                        |
| dowódca 3 kompanii strzeleckiej                              | ppor. Janicki                                                |
| dowódca kompanii ckm                                         | ppor. rez. Różanowicz                                        |
| Inne                                                         |                                                              |
| dowódca placówki Olza ? warty w Bukowie                      | ppor. rez. Stanisław Mieczysław Orłowski                     |
| dowódca placówki Tunel Rydułtowy                             | por. Tadeusz Kupfer                                          |
| dowódca Ośrodka Zapasowego                                   | ppłk Franciszek Uhrynowicz                                   |
| kwatermistrz OZ                                              | mjr Tadeusz Rybka                                            |

### Mapy bitew 1939
|  |

## Symbole pułkowe

### Sztandar
5 maja 1924 roku Prezydent Rzeczypospolitej Polskiej zatwierdził wzór chorągwi 20 pułku piechoty.

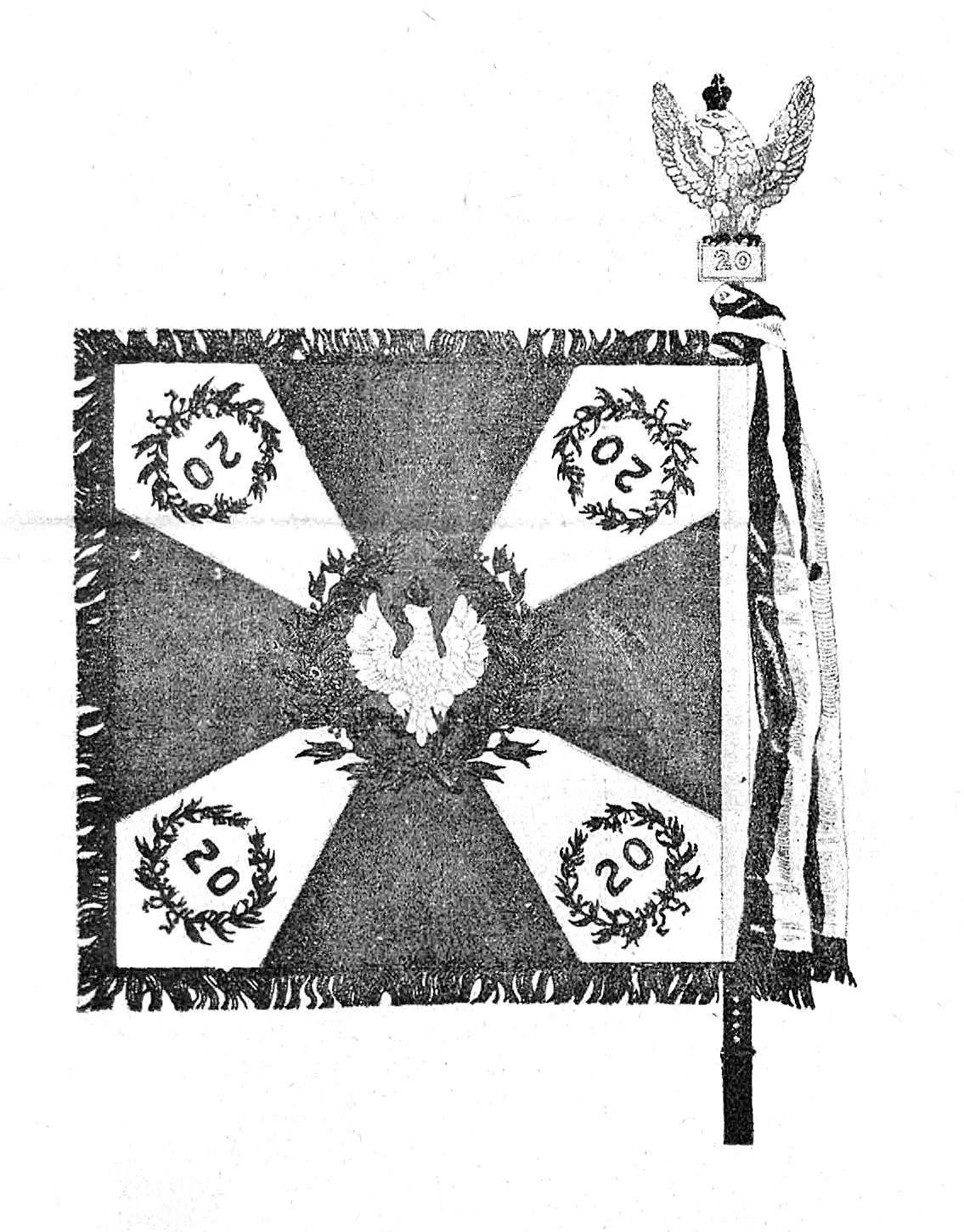
lewa strona sztandaru 20 pp

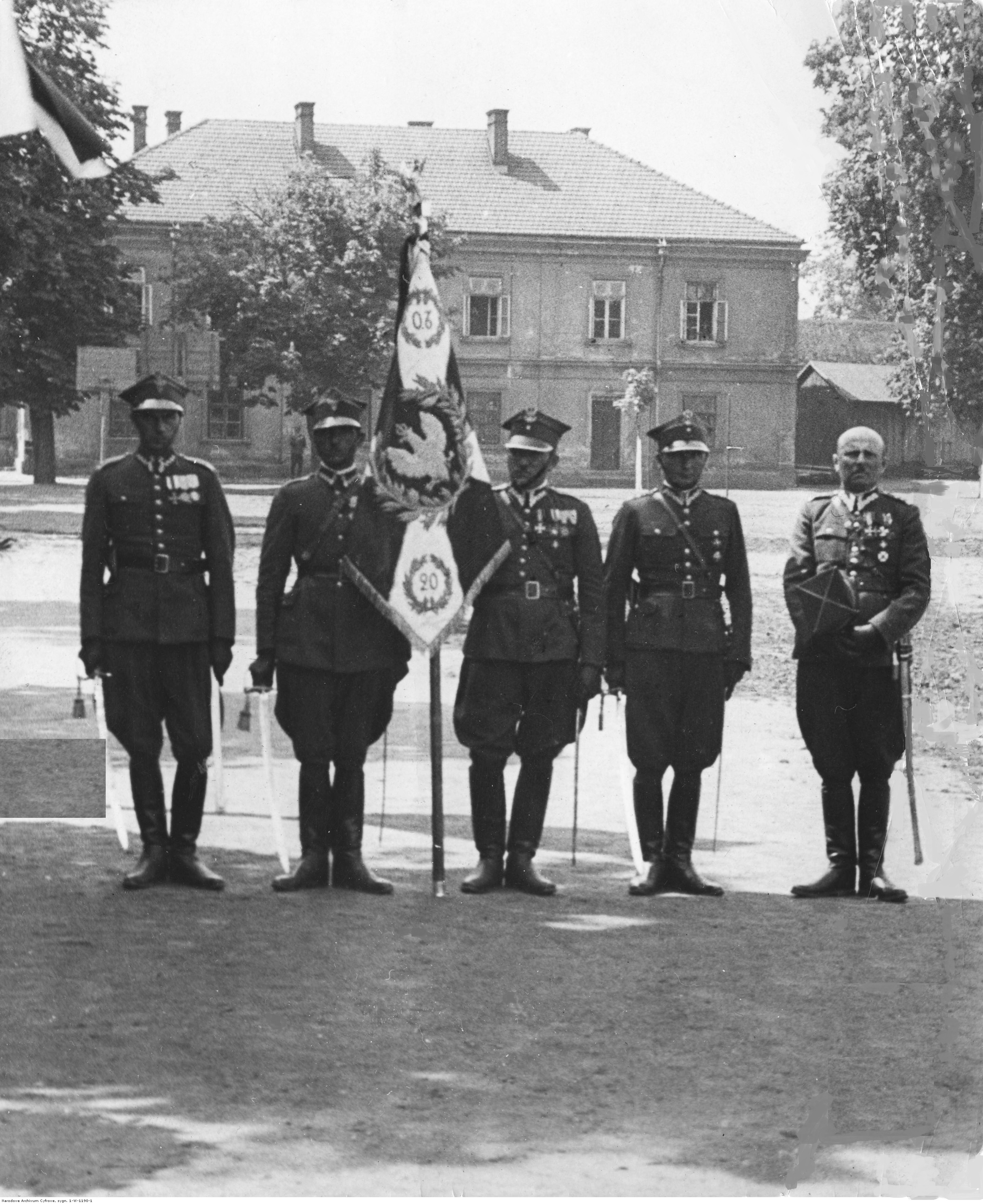
Święto 20 pp w Krakowie. Poczet sztandarowy – d-ca pułku płk Kazimierz Brożek 1. z prawej.

18 maja 1924 roku na rynku krakowskim Prezydent Rzeczypospolitej Stanisław Wojciechowski wręczył pułkowi chorągiew ufundowaną przez komitet obywatelski Krakowa na czele ze ś.p. Włodzimierzem Tetmajerem, Wincentym Wodzińskim oraz prezydium miasta.
Sztandar wykonany został zgodnie ze wzorem chorągwi pułkowej w piechocie, określonym w Ustawie z dnia 1 sierpnia 1919 roku o godle i barwach Rzeczypospolitej Polskiej. Chorągiew składała się z płata, w kształcie kwadratu o boku jednego metra, drzewca, głowicy i szarfy. Drzewce zwieńczone były głowicą. Głowica złożona była z podstawy i orła. Na podstawie umieszczony został numer pułku „20”. 
Po bitwie pszczyńskiej ppor. Skocz, na polecenie dowódcy pułku, zawiózł sztandar do Krakowa i przekazał mjr. Tadeuszowi Rybce z Ośrodka Zapasowego 6 DP. 8 listopada 1939, w obozie Călimănești major Rybka przekazał sztandar (bez drzewca) pułkownikowi Lichtarowiczowi. Ambasada RP w Bukareszcie wyekspediowała płat sztandaru do Francji. Po kampanii francuskiej 1940 sztandar ewakuowany został do Wielkiej Brytanii i zdeponowany w Muzeum w Banknock. Obecnie sztandar znajduje się w zbiorach Instytutu Polskiego i Muzeum im. gen. Sikorskiego w Londynie.

### Odznaka pamiątkowa
18 maja 1929 roku Minister Spraw Wojskowych marszałek Polski Józef Piłsudski zatwierdził wzór i regulamin odznaki pamiątkowej 20 pułku piechoty. Odznaka o wymiarach 41x32 mm ma kształt stylizowanego krzyża o złamanych w lewo ramionach pokrytych granatową emalią ze złoconymi krawędziami. Na ramionach krzyża wpisano numer i inicjały „20 PP ZK”. Środek odznaki wypełnia tarcza w kształcie rombu z wizerunkiem kopca Kościuszki, na tle murów fortecznych cyzelowanych w srebrze, ze złoceniami. Odznaka oficerska - dwuczęściowa, wykonana w srebrze, złocona. Na rewersie próba srebra 800, imiennik grawera JT oraz numer. Wykonawcą odznaki był Józef Trębacz z Krakowa.

## Żołnierze pułku
Dowódcy pułku
- płk Ignacy Pick (do 9 III 1919[28] → dowódca XI BP)
- płk Wacław Pażus (8 I – 3 II 1920[29])
- płk Emanuel Hohenauer de Charlenz (10 III – 12 VI 1919[28])
- płk Ignacy Pick (13 VI – 16 XII 1919[28])
- ppłk Marian Wąsowicz (19 XII 1919 – 21 I 1920[28])
- płk Aleksander Pietkiewicz (21 I – 25 V 1920[28])
- mjr Antoni Lisowski (25 V – 27 VI 1920[28])
- mjr Teodor Iwaniszyn (27 VI – 23 VII 1920[28])
- mjr Antoni Lisowski (24 VII – 13 VIII 1920[28])
- ppłk piech. Stanisław Schuster-Kruk (od 14 VIII 1920[28])
- ppłk Henryk Madurowicz (w. z., † 25 VI 1921)
- ppłk / piech. piech. Stanisław Schuster-Kruk (do 28 I 1931 → dowódca Brygady KOP „Wilno”[30])
- ppłk / płk piech. Kazimierz Brożek (28 I 1931[31] – IX 1939)

Zastępcy dowódcy pułku

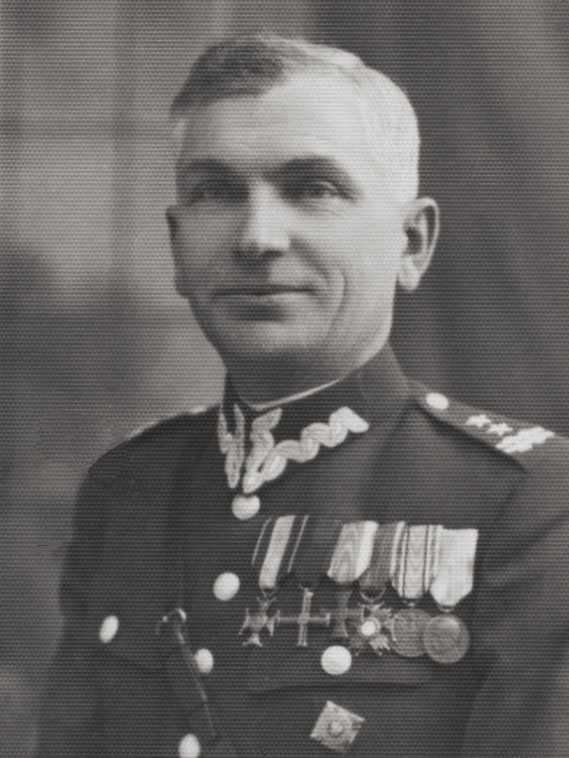
Stanisław Klementowski

- mjr piech. Edmund Żelawski (p. o. 10 VII 1922[32] – 1924[33])
- ppłk piech. Franciszek Tomek (22 V 1925[34] – 26 IV 1928 → praktyka poborowa w PKU Kraków Miasto[35])
- ppłk piech. Edmund Effert (26 IV 1928 – 12 III 1929 → p.o. komendanta PKU Grodno[36])
- mjr / ppłk dypl. piech. Leopold Gebel (12 III 1929 – 26 III 1931 → szef wydziału w Biurze Og. Adm. MSWojsk.[37])
- ppłk dypl. piech. Józef Jan Stanisław Sierosławski (15 V 1931[37] – III 1932 → szef wydziału w Oddziale I SG[38])
- ppłk piech. Stanisław II Klementowski (15 VII 1932[39] – 26 I 1934[40])
- ppłk dypl. piech. Karol Lenczowski (26 I 1934 stanowiska nie objął[40][41])
- ppłk piech. Karol Chrobaczyński (od VI 1934[42])
- ppłk piech. Franciszek Uhrynowicz (I – VIII 1939 → dowódca OZ 6 DP)

### Żołnierze 20 pułku piechoty – ofiary zbrodni katyńskiej
Biogramy ofiar zbrodni katyńskiej znajdują się między innymi w bazach udostępnionych przez Ministerstwo Kultury i Dziedzictwa Narodowego oraz Muzeum Katyńskie
| Nazwisko i imię       | stopień          | zawód                | miejsce pracy przed mobilizacją      | zamordowany |
| --------------------- | ---------------- | -------------------- | ------------------------------------ | ----------- |
| Choynowski-Lubicz Jan | plut. rez.       |                      | PKP w Krakowie                       | Katyń       |
| Chrzanowski Bogdan    | por. rez.        | nauczyciel           | gimnazjum w Warszawie                | Katyń       |
| Chudzicki Antoni      | por. rez.        | prawnik              | Kontrola Państwowa w Katowicach      | Katyń       |
| Groblewski Czesław    | ppor. rez.       | inżynier             |                                      | Katyń       |
| Jaworowski Henryk     | ppor. rez.       |                      | Małopolski Związek Młodzieży         | Katyń       |
| Kowalczyk Mieczysław  | ppor. rez.       | chemik               | Zarząd Wod.-Kan. w Krakowie          | Katyń       |
| Kurkiewicz Mieczysław | por. posp. rusz. | inżynier budownictwa | Przeds. Robót Drogowych w Małopolsce | Katyń       |
| Patej Bolesław        | ppor. rez.       | prawnik              |                                      | Katyń       |
| Podgórski Adam        | ppor. rez.       | chemik               | Wytwórnia Balonów Gumowych           | Katyń       |
| Roczniak Mieczysław   | ppor. rez.       | prawnik, dr          | ZUS w Krakowie                       | Katyń       |
| Bielec Józef          | por. rez.        | prawnik, doktor praw | Państwowy Bank Rolny                 | Charków     |
| Cagaszek Stanisław    | por. rez.        | urzędnik             |                                      | Charków     |
| Czernicki Marian      | ppor. rez.       | inżynier górnik      | Kamieniołomy Granitu „Klesów”        | Charków     |
| Giza Józef Marian     | ppor. rez.       | urzędnik             |                                      | Charków     |
| Himmel Henryk         | ppor. rez.       |                      |                                      | Charków     |
| Krzetuski Karol       | major w st. sp.  | prawnik, dr praw     |                                      | Charków     |
| Lisowski Stanisław    | ppor. rez.       | księgarz             |                                      | Charków     |
| Nowicki Teofil Karol  | por. rez.        | inżynier górnik      |                                      | Charków     |
| Oćwieja Tadeusz       | ppor. rez.       | prawnik              | Ubezpieczalnia Społeczna w Olkuszu   | Charków     |
| Piotrowicz Karol      | por. rez.        | filozof, dr          | dyr. Biblioteki PAU                  | Charków     |
| Koterbicki Marcin     | podporucznik     | żołnierz zawodowy    | dowódca plutonu 3 kkm/20 pp          | ULK         |

## Upamiętnienie
- W latach 1995–2001 tradycje pułku kontynuował 10 batalion desantowo-szturmowy Ziemi Krakowskiej stacjonujący w Rząsce.
- Stowarzyszenie Rekonstrukcji Historycznej „Wrzesień 39”. wrzesien39.pl. [zarchiwizowane z tego adresu (2018-08-09)].

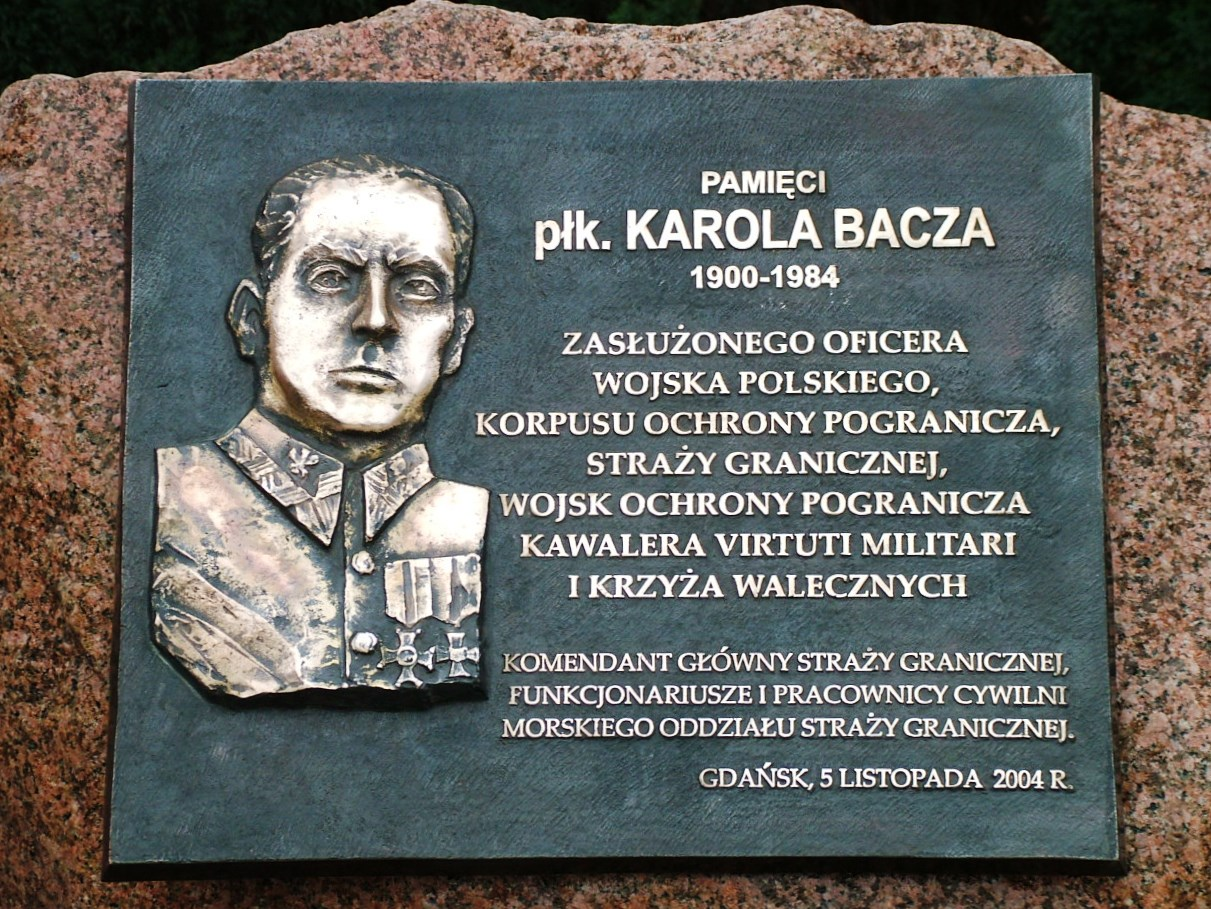
Tablica upamiętniająca Karola Bacza